# Shinobi (игра, 2002)
Shinobi (яп. しのび Синоби) — видеоигра, разработанная компанией Overworks и изданная Sega для консоли PlayStation 2 в 2002 году. Игра является частью одноимённой серии. Изначально игра должна была выйти на консоли Dreamcast, однако позже платформу сменили на PlayStation 2. Игра сочетает в себе элементы жанров action-adventure и слешера, а также некоторые элементы платформера.

## Сюжет
Выросшие вместе в клане Оборо, Хоцума и Морицунэ редко расставались во времена их юности. Будучи совсем юными, Хоцума видел в Морицунэ настоящего воина. Однако вскоре мальчикам открылась одна из заповедей клана, когда они нашли Акудзики — крадущий душу злой меч, который будет использоваться в ритуале, чтобы найти верного лидера клана. Заповедь гласит, что лидер клана может быть определён лишь в смертельном поединке двух старших наследников — в данном случае, Хоцумы и Морицунэ. Зная свою судьбу, братья постоянно тренировались у своего приёмного родителя — Кобуси.

## Геймплей

Хоцума убивает своего врага с помощью своего меча в японском городе.

Shinobi для PlayStation 2 является первой игрой серии, полностью выполненной в трёхмерной графике. Главный герой игры Хоцума проходит через восемь уровней, состоящий из двух актов и битвы с боссом. По пути игрок должен убивать врагов. В Shinobi отсутствуют чекпойнты, если персонаж погиб на уровне, игра начинается сначала. Однако игра сохраняется перед битвой с боссом.
Shinobi выполнена в жанре слешер. Оружием Хоцумы является меч Акудзики. Меч питается душами убитых врагов. Для того, чтобы полностью «насытить» меч, Хоцуме надо убить четырёх или больше врагов. Shinobi также заимствует некоторые элементы платформера, например, персонажу нужно преодолеть пропасти или найти секреты.
Главный герой также может использовать сюрикены, чтобы ненадолго парализовать врагов. Кроме того, у него доступны три вида магии ниндзя: «Каэн», обстрел на ограниченной территории; «Камаитати», дальняя атака ударной волны, и «Раидзин», которая даёт неуязвимость в течение короткого периода времени.

### Персонажи

#### Главные персонажи
- Хоцума (яп. 秀真) — главный герой игры. Последний оставшийся в живых ниндзя из клана Оборо. Вооружён мечом Акудзики.
- Морицунэ (яп. 守恒) — умерший брат Хоцумы. Он и Хоцума боролись до смерти, чтобы увидеть, кто будет лидером клана. В конце концов, Хоцума выиграл, и с тяжелым сердцем убил своего брата.
- Агэха (яп. 朱刃) — друг детства Хоцумы и Морицунэ.
- Кобуси (яп. 拳) — старший ниндзя, приёмный родитель Хоцумы и Морицунэ.
- Кагари Убусуна (яп. 産土 篝) — девушка, похищенная Хируко.
- Хируко Убусуна (яп. 産土 ヒルコ) — главный антагонист игры. Злой волшебник, который был убит кланом Оборо и был запечатан 72 года назад до событий игры. Агэха отпустила его, чтобы он воскресил мёртвого Морицунэ. Он хотел использовать меч Хоцумы, чтобы потом убить его. Однако после долгой битвы с Хоцумой, Хируко умирает.

#### Персонажи клана Оборо
- Близнецы Араганэ (яп. 鋼兄弟) — грозный дуэт, состоит из Акаганэ (яп. 銅) и Сироганэ (яп. 銀). Оба применяют оружие кусаригама, но по-разному им владеют. Они просят Хоцуму убить их, чтобы оставить невинных людей в покое. В итоге они потерпели от Хоцумы поражение и были убиты по их просьбе.
- Хакураку (яп. 狛楽) — старик, может вызывать ниндзя-собак. Убит Хоцумой.
- Номура (яп. 焔) — один из участников клана Оборо. Характер у него дерзкий; его атаками являются обстрелы и умение телепортироваться в огненном взрыве. Обладает телескопом кисэру (японская курительная трубка). В конце боя совершает самоубийство, взрывая себя.
- Конго (яп. 金剛) — самый сильный участник клана Оборо. Любит бои, за что он отблагодарил Хируко за возможность провести бой с Хоцумой. Он владеет огромным щитом, который может превращаться в сюрикен с выдвигающимися лезвиями.
- Кидзами (яп. 刻) — таинственный фехтовальщик. Несмотря на слепоту, он имеет превосходный слух.

#### Хэллспан
- Сиракумо (яп. 白雲) — один из четырёх лордов Хэллспан. Выглядит как гигантский паук с головой тигра. Был убит первым Хоцумой.
- Бэнисудзумэ (яп. 紅天蛾) — одна из четырёх лордов Хэллспан. Выглядит как гигантская моль с женским лицом.
- Куракуда (яп. 刻) — один из четырёх лордов Хэллспан. Выглядит как змея с человеческим телом.
- Аомидзути (яп. 蒼蛟龍) — ниндзя, который нападает на Хоцуму в начале игры. У него рана на шее, причиняющая ему боль, когда он стоит рядом с мечом Акудзики.
- Яцурао (яп. 八面王 Король восьми лиц) — гигантская статуя. Был отключен и опечатан кланом Оборо 72 года назад. Хируко пытался оживить его. Хоцума в конце побеждает Яцурао, но его душа поглощается Хируко, давая ему молодость и даже больше силы.

## Разработка игры
Подразделение Sega Overworks разработала все предыдущие игры серии Shinobi. Однако с 1995 года не было выпущено ни одной видеоигры серии. Лишь в мае 2001 года команда начала разработку новой игры для консоли Dreamcast. Всего в разработке игры принимали участие 50 человек. Но в это время Sega из-за огромных убытков прекращает выпуск своей консоли, и Overworks принимает решение выпустить игру на приставку PlayStation 2. Главным фактором выбора платформы была большая популярность PlayStation 2.
Игра была выполнена в трёхмерной графике. Разработчики уделили больше внимания к системе боя. В игре появилась автоматическая система наведения, а бой стал основан больше на фехтовании. В связи с переходом игры в трёхмерную графику, команда разработчиков решила объединить старый и новый геймплей, например, в игре Хоцума может ходить по стенам. Благодаря опыту с созданием серии игр Streets of Rage, Overworks смогла увеличить свой опыт в создании игры в жанре action-adventure. Исполнительный продюсер Нориёси Оба решил адаптировать Shinobi к небольшому рынку игр с жанром стелс-экшен. Продюсер игры Такаси Уриу был недоволен нынешним состоянием игр в жанре action-adventure. Главный герой Хоцума стал более «тёмным героем», в соответствии с сюжетом игры.
Shinobi впервые демонстрировалась на выставке Electronic Entertainment Expo в 2002 году, наряду с другими играми от Sega: Crazy Taxi 3: High Roller, ToeJam & Earl III: Mission to Earth и Panzer Dragoon Orta. После выхода игры организация ESRB поставила Shinobi рейтинг «M», ссылаясь на насилие и огромное количество крови с расчленением.

## Саундтрек
Альбом Shinobi Original Sound Track (яп. しのび オリジナルサウンドトラック Синоби Оридзинару Саундоторакку) был выпущен 2 декабря 2002 года лейблами Sten och Flod и ULF Records. Он содержит 20 композиций из игры и один бонусный трек. Саундтрек выполнен в стиле традиционной японской музыки с элементами техно и рока.
Критики положительно оценили музыкальное сопровождение игры. Сайт GameZone назвал музыку Shinobi как «чутьё хорошей старой школы». GamePro заявил, что не во всех моментах музыка подходит теме игры, но высоко оценил звуковые эффекты. Журнал «Страна игр» высоко отметил «преемственность» музыки из игр на Mega Drive, но «при этом она абсолютно нова и очень хороша».
| №                   | Название                   | Музыка              | Длительность |
| ------------------- | -------------------------- | ------------------- | ------------ |
| 1.                  | «Shinobi»                  | Ютака Минобэ        | 1:43         |
| 2.                  | «Fate»                     | Фумиэ Куматани      | 2:35         |
| 3.                  | «Ceremony»                 | Масару Сэцумару     | 1:08         |
| 4.                  | «Transfiguration»          | Тацуюки Маэда       | 3:40         |
| 5.                  | «Moritsune»                | Тацуюки Маэда       | 4:42         |
| 6.                  | «Cool Shrine»              | Тэрухико Накагава   | 3:50         |
| 7.                  | «Shinobi Boss»             | Тацуюки Маэда       | 4:22         |
| 8.                  | «Encounter»                | Тэрухико Накагава   | 3:26         |
| 9.                  | «Incineration»             | Фумиэ Куматани      | 4:08         |
| 10.                 | «Avatar»                   | Тэрухико Накагава   | 4:19         |
| 11.                 | «Impure Current»           | Тэрухико Накагава   | 3:21         |
| 12.                 | «Strange Devices»          | Фумиэ Куматани      | 3:48         |
| 13.                 | «Yatsurao»                 | Тацуюки Маэда       | 3:11         |
| 14.                 | «Kan’ei Shrine»            | Тэрухико Накагава   | 5:09         |
| 15.                 | «Ageha»                    | Фумиэ Куматани      | 3:43         |
| 16.                 | «Azure Dragon»             | Тацуюки Маэда       | 4:03         |
| 17.                 | «Reminiscence»             | Масару Сэцумару     | 1:14         |
| 18.                 | «Golden Palace»            | Тэрухико Накагава   | 3:52         |
| 19.                 | «Hiruko»                   | Тэрухико Накагава   | 4:00         |
| 20.                 | «Shinobi ~Ephemeral Tale~» | Ютака Минобэ        | 3:52         |
| 21.                 | «Swift Hand ~ Executioner» | Масару Сэцумару     | 3:14         |
| Общая длительность: | Общая длительность:        | Общая длительность: | 73:20        |

## Оценки и мнения
| Сводный рейтинг       | Сводный рейтинг |
| Агрегатор             | Оценка          |
| --------------------- | --------------- |
| GameRankings          | 71,67 %         |
| Metacritic            | 71/100          |
| MobyRank              | 69/100          |
| Иноязычные издания    |                 |
| Издание               | Оценка          |
| 1UP.com               | B               |
| AllGame               | [ 12 ]          |
| CVG                   | 5,0/10          |
| EGM                   | 7/10            |
| Eurogamer             | 3/10            |
| Famitsu               | 32/40           |
| Game Informer         | 8/10            |
| GamePro               | 4,50/5          |
| GameRevolution        | B-              |
| GameSpot              | 7,6/10          |
| GameSpy               | [ 20 ]          |
| GameZone              | 8,0/10          |
| IGN                   | 7,8/10          |
| OPM                   | 70 %            |
| Русскоязычные издания |                 |
| Издание               | Оценка          |
| «Страна игр»          | 6,0/10          |

Shinobi для PlayStation 2 получила в основном положительные отзывы от критиков. Многие сайты хвалили игру за геймплей. GamePro назвал атаки «крутыми» и «гипер-насильственными». GameZone заявил, что в Shinobi не хватает глубины, но аркадный стиль не уходит от первых игр серии. Обозревателями из IGN и GameSpy был раскритикован искусственный интеллект и повторяемость врагов, но высоко отмечены битвы с боссами.
Многие сайты и журналы упоминали высокую сложность игры. Критик Че Чоу из Electronic Gaming Monthly назвал сложность «отвратительно трудной», а 1UP.com — «по ниндзя жёсткой». Критик из GamePro в обзоре написал, что казуальным игрокам надо остерегаться игры. Стивен Хоппер из GameZone назвал Shinobi «самой сложной игрой в которую я в последнее время играл». Журнал «Страна игр» назвал сложность главным достоинством игры.
Дизайн уровней был низко оценён. 1UP.com подчеркнул повторяющиеся текстуры, сравнивая их с текстурами из игр для PlayStation. «Страна игр» раскритиковала странное построение уровней, а саму игру по графике отнесла к «первому-второму поколениям игр для… Dreamcast», но высоко оценила старания дизайнеров. Дэвид Смит из IGN также отмечал неудачные расположения камеры.
Множество похвал получил главный герой игры Хоцума. Дэвидом Смитом его дизайн был назван «великолепным» и «постмодернистским». Высоко была оценена и координация его движений с внешностью. 1UP.com назвал Хоцуму «супермоделью видеоигровых экшн-героев». Похвалу также получили меч Акудзики и шарф Хоцумы.

### Продажи и повторные издания
Игра хорошо продавалась — по всему миру было продано почти 1 миллион копий. В 2003 году в Северной Америке и Японии вышло бюджетное переиздание игры со статусом «Greatest Hits» и «PlayStation 2 The Best» соответственно, продававшиеся вместе с трейлером будущей игры серии Nightshade.
7 марта 2012 года в Европе и 15 августа в США Shinobi была переиздана для сервиса PlayStation Network.

## Адаптации
Сюжет Shinobi был адаптирован в комиксах от Dark Horse Comics. Сюжет комикса написал Скотт Алли.